# 奥萨德拉韦加
奥萨德拉韦加，是西班牙卡斯蒂利亚-拉曼恰昆卡省的一个市镇。总面积53平方公里，总人口652人（2001年），人口密度12人/平方公里。